# Iker Muniain
Iker Muniain Goñi (* 19. prosinec 1992 Pamplona, Španělsko) je španělský profesionální fotbalista, který hraje v nejvyšší španělské fotbalové soutěži za klub Athletic Bilbao. V tomto klubu nosí kapitánskou pásku, jeho nejčastější pozice je levé křídlo.

## Klubová kariéra
V roce 2011 byl kvůli jeho stylu hry nazván britskými médii "nový Messi", když o něj projevil zájem i Manchester United. V roce 2012 se spekulovalo o jeho prodeji Manchesteru United za 29,5 milionů liber, avšak tento kontrakt neproběhl, poněvadž Athletic Bilbao je známé svým přísným jednáním na přestupovém trhu.
Iker Muniain byl však nadále Manchesterem United sledován, poněvadž by byl býval mohl v tomto klubu posílit útok díky své rychlosti a výborné kontrole míče. Jeho slabší stránkou je, že není zcela přirozený střelec.
V domácím zápase španělské ligy proti Espanyolu 7. února 2022 byl u výhry 2:1, jeho 200. výhry ve dresu Athleticu.

## Reprezentační kariéra

### Mládežnické reprezentace
Hrál za španělské mládežnické reprezentace. S týmem do 21 let vyhrál roku 2011 Mistrovství Evropy U21 v Dánsku, kde Španělé zvítězili ve finále nad Švýcarskem 2:0. 
Vyhrál i Mistrovství Evropy hráčů do 21 let 2013 v Izraeli, kde mladí Španělé porazili ve finále Itálii 4:2.
Muniain byl v létě 2012 napsán na soupisku španělského výběru do 23 let pro Letní olympijské hry 2012 v Londýně. Španělsko (které mělo na soupisce i hráče z A-mužstva) zde bylo po vítězství na EURU 2012 největším favoritem, ale po dvou prohrách 0:1 (s Japonskem a Hondurasem) a jedné remíze s Marokem (0:0) vypadlo překvapivě již v základní skupině D. Muniain nastoupil do dvou zápasů.

### A-mužstvo
V A-mužstvu Španělska přezdívaném La Furia Roja debutoval 29. 2. 2012 v přátelském zápase v Málaze proti týmu Venezuely (výhra 5:0).

## Statistiky

### Klubové
K zápasu odehranému 19. července 2020
| Klub            | Srzóna  | Liga               | Liga   | Liga | Pohár  | Pohár | Evropské poháry | Evropské poháry | Celkem | Celkem |
| Klub            | Srzóna  | Liga               | Zápasy | Góly | Zápasy | Góly  | Zápasy          | Góly            | Zápasy | Góly   |
| --------------- | ------- | ------------------ | ------ | ---- | ------ | ----- | --------------- | --------------- | ------ | ------ |
| Bilbao Athletic | 2008/09 | Segunda División B | 13     | 1    | –      | –     | –               | –               | 13     | 1      |
| Bilbao Athletic | 2009/10 | Segunda División B | 6      | 2    | –      | –     | –               | –               | 6      | 2      |
| Bilbao Athletic | Celkem  | Celkem             | 19     | 3    | –      | –     | –               | –               | 19     | 3      |
| Athletic Bilbao | 2009/10 | La Liga            | 26     | 4    | 0      | 0     | 9               | 2               | 35     | 6      |
| Athletic Bilbao | 2010/11 | La Liga            | 35     | 5    | 3      | 0     | –               | –               | 38     | 5      |
| Athletic Bilbao | 2011/12 | La Liga            | 33     | 2    | 9      | 2     | 16              | 5               | 58     | 9      |
| Athletic Bilbao | 2012/13 | La Liga            | 33     | 1    | 2      | 0     | 8               | 1               | 43     | 2      |
| Athletic Bilbao | 2013/14 | La Liga            | 35     | 7    | 4      | 2     | –               | –               | 39     | 9      |
| Athletic Bilbao | 2014/15 | La Liga            | 25     | 1    | 7      | 0     | 9               | 1               | 41     | 2      |
| Athletic Bilbao | 2015/16 | La Liga            | 20     | 2    | 3      | 0     | 5               | 0               | 28     | 2      |
| Athletic Bilbao | 2016/17 | La Liga            | 35     | 7    | 3      | 0     | 8               | 0               | 46     | 7      |
| Athletic Bilbao | 2017/18 | La Liga            | 14     | 4    | 0      | 0     | 6               | 1               | 20     | 5      |
| Athletic Bilbao | 2018/19 | La Liga            | 34     | 7    | 3      | 0     | –               | –               | 37     | 7      |
| Athletic Bilbao | 2019/20 | La Liga            | 31     | 5    | 6      | 1     | –               | –               | 37     | 6      |
| Athletic Bilbao | 2020/21 | La Liga            | 0      | 0    | 0      | 0     | –               | –               | 0      | 0      |
| Athletic Bilbao | Celkem  | Celkem             | 321    | 45   | 40     | 5     | 61              | 10              | 422    | 60     |
| Celkem          | Celkem  | Celkem             | 340    | 48   | 40     | 5     | 61              | 10              | 441    | 63     |

### Reprezentační
K zápasu odehranému 26. března 2019
| Španělsko |        |      |
| Rok       | Zápasy | Góly |
| 2012      | 1      | 0    |
| 2013      | 0      | 0    |
| 2014      | 0      | 0    |
| 2015      | 0      | 0    |
| 2016      | 0      | 0    |
| 2017      | 0      | 0    |
| 2018      | 0      | 0    |
| 2019      | 1      | 0    |
| Celkem    | 2      | 0    |